# Maryam Garba
Maryam Garba, née le 7 août 1995 à Paris, est une handballeuse française évoluant au poste de gardienne de but.

## Biographie

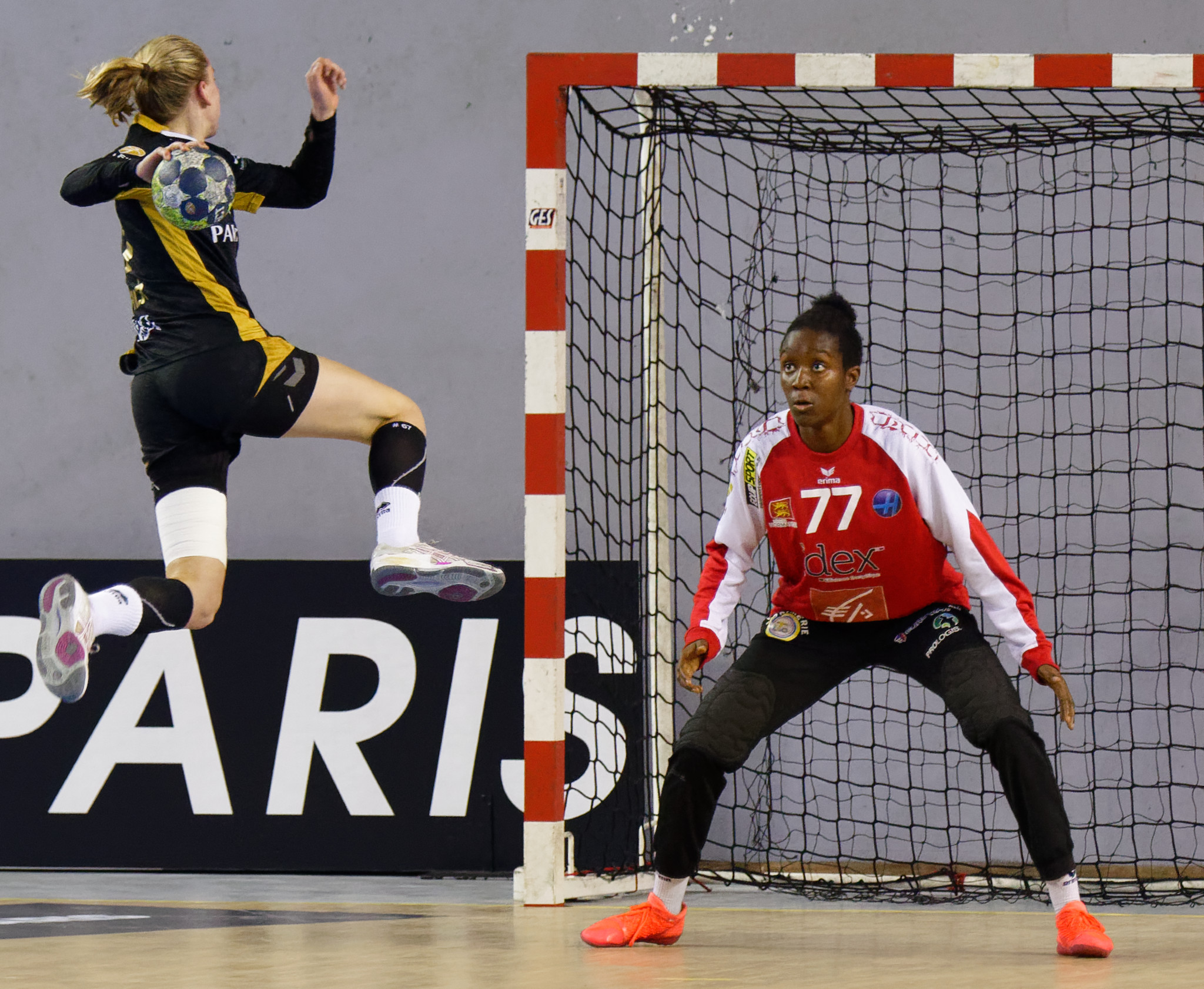
Rencontre entre Issy Paris Hand et Le Havre. A Boulogne-Billancourt, le 07 octobre 2017.

Avec Issy Paris Hand, elle est vice-championne de France 2013-2014 et 2014-2015, finaliste de la coupe Challenge 2014 et finaliste de la coupe de France 2014.
Barrée par la concurrence dans son club formateur, elle s'engage avec à l'été 2017 avec Le Havre AC.